# Bonifazio Bevilacqua
Bonifazio Bevilacqua, auch Bonifazio Bevilacqua Aldobrandini (* 1571 in Ferrara; † 7. April 1627 in Rom) war ein italienischer katholischer Geistlicher und Kardinal.

## Leben

Wappen der Familie Bevilacqua

Bonifazio wurde 1571 in Ferrara als fünftes von acht Kindern von Antonio Bevilacqua, Graf von Macastorna und seiner zweiten Frau, Isabella Turchi, geboren. Er war ein Verwandter von Papst Gregor XIV.
Seine Ausbildung erfolgte an der Universität von Padua in Rechtswissenschaften, welches er um 1590 in utroque iure abschloss. Im selben Jahr trat er in die Dienste des Kirchenstaates ein. Nach seiner Rückkehr nach Ferrara erfolgte seine Ernennung zum Erzdiakon des dortigen Domkapitels. Nach der Wahl Clemens VIII. zog Bonifacio im Jahr 1591 nach Rom und erhält einige kleinere Ämter. Es folgten Ernennungen zum Gouverneur von Fano (ca. 1593), Gouverneur des Patrimonio von Sankt Peter (1593), Referent der Apostolischen Signatur (1594), Gouverneur von Camerino (14. Oktober 1596). Da er die Residenzpflicht nicht erfüllten konnte verzichtete er im Jahre 1597 auf das Erzdiakonat der Kathedrale von Ferrara.
1598 wurde das Herzogtum Ferrara dem Kirchenstaat einverleibt. Papst Clemens VIII. war bemüht, durch Vergabe von Pfründen an wichtige Ferrareser Familien, deren Unterstützung zu gewinnen und der Aufstieg Bevilacquas ist mit diesen Ereignissen eng verbunden. Am 3. April 1598 wurde Bonifazio zum Titularpatriarchen von Konstantinopel gewählt. Die Wahl erfolgte mit Dispens, da er das kanonische Alter noch nicht erreicht hatte. Am 3. März 1601 wurde Bonifacio von Papst Clemens VIII. der Familie Aldobrandini zugeordnet und erhielt das Recht, den Namen Aldobrandini und deren Wappen zu verwenden.
Politisch stand Bonifacio auf der Seite der Franzosen und gegen die Spanier und deren Borghesevertrauten. So gelang es ihm während des Konklaves von 1621, die Wahl von Pietro Campori scheitern zu lassen und mit anderen die von Alessandro Ludovisi durchzusetzen. Sein Verhalten brachte ihm die anhaltende Feindschaft sowohl des Kardinals Alessandro d’Este als auch die von Guido Bentivoglio ein.
Am 3. März 1599 erhob Clemens VIII. Bonifazio Bevilacqua zur Kardinalswürde, zugleich erfolgte seine Ernennung zum Kardinalpriester im Konsistorium. Den Kardinalshut und die Titelkirche Sant’Anastasia al Palatino erhielt er am 17. März 1599. Am selben Tag erfolgte auch seine Ernennung zum Präfekten der Sacra Congregazione della Consulta. Von 1600 bis 1606 war er Legat in Perugia und Umbrien.
Bonifazio Bevilacqua entschied sich mehrmals für eine Änderung der Titelkirche:
- Am 26. Februar 1601 für San Girolamo degli Schiavoni
- Am 31. August 1611 für Santa Prisca
- Am 7. Januar 1613 für San Pietro in Vincoli
- Am 29. März 1621 für Santa Maria in Trastevere
- Am 27. September 1623 als Kardinalbischof für den suburbikarischen Sitz von Sabina
- Am 7. September 1626 als Kardinalbischof von Frascati

Am 10. September 1601 erfolgte seine Versetzung auf den Bischofssitz von Cervia. In Cervia ließ er die Kirche Madonna della Neve erbauen.
Am 17. Februar 1614 ersetzte er den verstorbenen Kardinal Francesco Mantica als Camerlengo des Heiligen Kardinalskollegiums. 1615 wurde er erneut gewählt und behielt dieses Amt bis 1616. Im Jahre 1609 verlieh Paul V. auf Antrag von Bonifacio seinen beiden Neffen, Francesco und Ludovico Bevilacqua, den Titel eines Marquese für die Lehen von Tornano und Serra. Zehn Jahre später, im Jahr 1619, traten die Neffen das Schloss von  Tornano an Bonifacio ab, für das ihm Papst Gregor XV. am 3. März 1622 den Titel eines Herzogs in Anerkennung seiner Dienste verlieh. Schließlich verlieh ihm 1622 auch die Republik Lucca zusammen mit seinen Neffen Antonio und Ferdinando Bevilacqua die Ehrenbürgerschaft.
Von 1621 bis 1622 war er Präfekt der Congregazione dell'Indice dei libri proibiti (Indexkongregation). Von 1626 bis zu seinem Tod hatte er das Amt eines Präfekten der Konzilskongregation inne.
Bonifacio war als kultivierten Mann und Kunstmäzen bekannt. In der Kirche Sant’Onofrio al Gianicolo ließ er das Grabdenkmal von Torquato Tasso fertigstellen. Besonders angetan war er von Ventura Salimbeni, dem Sohn des sienesischen Künstlers Arcangelo Salimbeni (1567–1589) und Battista Focari, der Witwe von Eugenio Vanni. Kardinal Bonifazio stellte Ventura 1588 Papst Sixtus V. vor. Ventura erhielt durch den Papst seinen ersten Auftrag für die Freskendekoration der Vatikanischen Apostolischen Bibliothek. In den Jahren 1590–91 erhielt Salimbeni von Kardinal Bevilacqua den Auftrag, die Kirchen Il Gesù und Santa Maria Maggiore in Rom auszuschmücken. Im Jahr 1595 auch das Oratorio della Compagnia della Santissima Trinità und die Kirche Santo Spirito in Siena. Während Bonifazio Gouverneur von Foligno war beauftragte er Salimbeni die Verlobung der Jungfrau Maria im Priesterseminar der Diözese zu malen. In Perugia führte er im Auftrag des Kardinals für die Kirche San Pietro einige Tafeln aus, was ihm wahrscheinlich den Titel eines Cavaliere des Orden vom Goldenen Sporn einbrachte und das Recht seinem Namen Bevilacqua hinzuzufügen. Im Jahr 1612 malte er ein Porträt von Kardinal Bevilacqua, das sich seit 1763 in der angesehenen Sammlung von Kardinal Giovanni Maria Riminaldi befindet; heute im Stadtmuseum von Ferrara im Palazzo Schifanoia.
Bonifazio nahm an den folgenden Konklaven teil:
- Erstes Konklave von 1605 das Papst Leo XI. wählte
- Zweites Konklave von 1605 das Papst Paul V. wählte
- Konklave von 1621, das Papst Gregor XV. wählte
- Konklave von 1623, das Papst Urban VIII. wählte

Bonifacio starb am 7. April 1627 und wurde in der Kapelle San Sebastiano Martire in der Kirche Sant’Andrea della Valle in Rom beigesetzt.